# スティーブ・ブラス
スティーブン・ロバート・ブラス （Stephen Robert Blass, 1942年4月18日 - ）は、アメリカ合衆国・コネチカット州キャナーン出身の元プロ野球選手（投手）。右投右打。現役時代はパイレーツのエースとして活躍したが、晩年はイップスに悩まされた（後述）。

## 経歴

### パイレーツ時代
1960年にアマチュアFAでピッツバーグ・パイレーツに入団。1964年にメジャーデビューを果たし、同年は先発・中継ぎの双方で24試合に登板した。
1965年はメジャー昇格を果たせず傘下マイナーチームでプレイしていたが、翌1966年にメジャー再昇格。同年からは主に先発ローテーションの一角を担うようになる。1968年からは5年続けて2桁勝利を挙げ、1968年には18勝6敗で最多勝率（.750）のタイトルを獲得し、1971年はリーグ最多の5完封を記録した。翌年の1972年は先発として自己最多の19勝を挙げ、同年のオールスターゲームにも選出されたほか、ナショナル・リーグのサイ・ヤング賞候補にも選ばれた（結果は同年のサイ・ヤング賞を受賞したスティーブ・カールトンに次ぐ2位）。
パイレーツ一筋のフランチャイズプレーヤーであり、開幕投手も3度（1969,70,73年）務め、パイレーツが世界一に輝いた1971年のワールドシリーズにおいても2度（第3戦、第7戦）先発して2試合とも1失点完投勝利を収め、ワールドシリーズのMVP候補にもなる（同僚のロベルト・クレメンテが最終的に受賞）など、名実ともにパイレーツのエースであった。

### 突然のイップスと現役引退
しかし、1973年になるとブラスは突然の制球難に見舞われる。同年は1年間メジャーに帯同したものの23試合に登板して3勝9敗、防御率9.85と大不振に陥り、特に88.2回を投げて96与四死球と極度の制球難に陥った。1974年になると制球難はより悪化し、メジャーでは1試合にロングリリーフで登板したのみで5回を投げて与四球7、シーズンのほとんどを過ごした傘下AAA級チャールストンでは17試合に先発するも2勝8敗で防御率11.51、61イニングを投げて119与四死球という散々な成績に終わり、同年に現役を引退した。引退後、ブラスの現役時の苦難はスポーツライターだったロジャー・エンジェルによってエッセイとして記録され、雑誌ザ・ニューヨーカーに掲載された。
その後、同様の症状に見舞われた投手がブラスの名前から「スティーブ・ブラス病」という名称で呼ばれるようになった。後に「イップス」と呼ばれる症状である。
ブラス自身のイップスの原因については様々な推測がなされ、一説としてはチームメイトであったロベルト・クレメンテが1972年の年末に乗機したニカラグア行きのチャーター機が墜落する航空事故に巻き込まれ墜落死したことによる悲しみが原因ではないかともされたが、これは後にCBSのインタビューによって否定されている。

## 詳細情報

### 年度別投手成績
| 年 度    | 球 団    | 登 板 | 先 発 | 完 投 | 完 封 | 無 四 球 | 勝 利 | 敗 戦 | セ 丨 ブ | ホ 丨 ル ド | 勝 率 | 打 者 | 投 球 回 | 被 安 打 | 被 本 塁 打 | 与 四 球 | 敬 遠 | 与 死 球 | 奪 三 振 | 暴 投 | ボ 丨 ク | 失 点 | 自 責 点 | 防 御 率 | W H I P |
| -------- | -------- | ----- | ----- | ----- | ----- | -------- | ----- | ----- | -------- | ----------- | ----- | ----- | -------- | -------- | ----------- | -------- | ----- | -------- | -------- | ----- | -------- | ----- | -------- | -------- | ------- |
| 1964     | PIT      | 24    | 13    | 3     | 1     |          | 5     | 8     | 0        | 0           | .385  | 458   | 104.2    | 107      | 9           | 45       | 5     | 1        | 67       | 10    | 0        | 52    | 47       | 4.04     | 1.45    |
| 1966     | PIT      | 34    | 25    | 1     | 0     |          | 11    | 7     | 0        | 0           | .611  | 662   | 155.2    | 173      | 12          | 46       | 1     | 2        | 76       | 9     | 0        | 80    | 67       | 3.87     | 1.41    |
| 1967     | PIT      | 32    | 16    | 2     | 0     |          | 6     | 8     | 0        | 0           | .429  | 541   | 126.2    | 126      | 12          | 47       | 7     | 2        | 72       | 3     | 0        | 65    | 50       | 3.55     | 1.37    |
| 1968     | PIT      | 33    | 31    | 12    | 7     |          | 18    | 6     | 0        | 0           | .750  | 885   | 220.1    | 191      | 13          | 57       | 5     | 4        | 132      | 7     | 0        | 64    | 52       | 2.12     | 1.13    |
| 1969     | PIT      | 38    | 32    | 9     | 0     |          | 16    | 10    | 2        | 0           | .615  | 907   | 210.0    | 207      | 21          | 86       | 3     | 6        | 147      | 5     | 2        | 119   | 104      | 4.46     | 1.40    |
| 1970     | PIT      | 31    | 31    | 6     | 1     |          | 10    | 12    | 0        | 0           | .455  | 824   | 196.2    | 187      | 14          | 73       | 8     | 5        | 120      | 2     | 1        | 92    | 77       | 3.52     | 1.32    |
| 1971     | PIT      | 33    | 33    | 12    | 5     |          | 15    | 8     | 0        | 0           | .652  | 996   | 240.0    | 226      | 16          | 68       | 8     | 2        | 136      | 4     | 0        | 81    | 76       | 2.85     | 1.23    |
| 1972     | PIT      | 33    | 32    | 11    | 2     |          | 19    | 8     | 0        | 0           | .704  | 1024  | 249.2    | 227      | 18          | 84       | 8     | 4        | 117      | 6     | 1        | 80    | 69       | 2.49     | 1.25    |
| 1973     | PIT      | 23    | 18    | 1     | 0     |          | 3     | 9     | 0        | 0           | .250  | 455   | 88.2     | 109      | 11          | 84       | 4     | 12       | 27       | 9     | 0        | 98    | 97       | 9.85     | 2.18    |
| 1974     | PIT      | 1     | 0     | 0     | 0     | 0        | 0     | 0     | 0        | 0           |       | 28    | 5.0      | 5        | 2           | 7        | 0     | 0        | 2        | 1     | 0        | 8     | 5        | 9.00     | 2.40    |
| MLB:10年 | MLB:10年 | 282   | 231   | 57    | 16    |          | 103   | 76    | 2        | 0           | .575  | 6780  | 1597.1   | 1558     | 128         | 597      | 49    | 38       | 896      | 56    | 4        | 739   | 644      | 3.63     | 1.35    |

### 記録
- 開幕投手 : 3回（1969年 - 1970年、1973年）
- MLBオールスターゲーム選出 : 1回（1972年）

### 背番号
- 23 （1964年）
- 28 （1966年 - 1974年）